# Svingelbjerg Kirke
Svingelbjerg Kirke ligger i landsbyen Svingelbjerg, ca. to kilometer syd for Farsø.
Den nuværende kirke er opført i 1907, men indtil 1566 lå der en kirke i Svingelbjerg. Denne kirke blev, pga. forfald, nedbrudt og materialer herfra brugt til forlængelse af Vesterbølle Kirkes kor og opførelsen af et tårn på herregården Lerkenfeld. Sognet blev derefter lagt til Vesterbølle Sogn. Af den tidligere kirke vest for den nuværende kirke – Svingelbjerg Kirketomt, matrikel 7v – ses der i dag ingen spor over jorden.
Kirken består af skib, kor og et mindre tårn mod vest. Indvendigt ses i koret en fresko fra 1911 af Niels Larsen Stevns.